# Pyustakasym
Pyustakasym är en ort i Azerbajdzjan.   Den ligger i distriktet Quba Rayonu, i den nordöstra delen av landet, 150 km nordväst om huvudstaden Baku. Pyustakasym ligger 625 meter över havet och antalet invånare är 1 841.
Terrängen runt Pyustakasym är kuperad. Närmaste större samhälle är Vtoryye Nyugedy, 4,1 km norr om Pyustakasym. 
Omgivningarna runt Pyustakasym är en mosaik av jordbruksmark och naturlig växtlighet. Runt Pyustakasym är det ganska glesbefolkat, med 48 invånare per kvadratkilometer.